# 祖先遗产学会

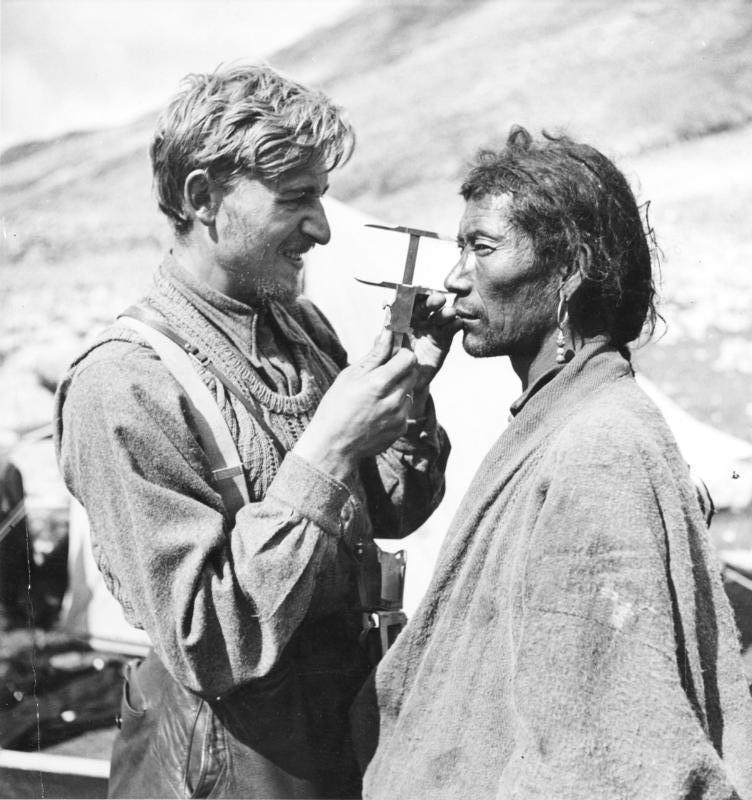
西藏派遣队的牙医贝格在对一个锡金人进行测量。

祖先遗产学会（德語：Ahnenerbe，發音：[ˈaːnənˌʔɛʁbə]）是1935年—1945年纳粹德国的国家智库。它是党卫军的附属组织，并由党卫军首领希姆莱建立。它主要用于研究和宣传阿道夫·希特勒和纳粹党的种族主义教条。尤其是支持现代德意志人与古代的雅利安人一脉相传，从生物学上比其他种族更加优越。这一组织有着来自广泛的不同学术背景的学者和科学家。